# Simplon (gemeente)
Simplon is een gemeente in het Zwitserse kanton Wallis. Simplon telt 327 inwoners.
De gemeente ligt ten zuiden van de Simplonpas. Het is een van de weinige Duitstalige gebieden in het stroomgebied van de Po. Tot de gemeente behoren de dorpen Simplon Dorf, Gstein-Gabi en Eggen.
Ten westen van Simplon verrijst de 3993 meter hoge Fletschhorn. Vanuit het dorp Eggen gaat een wandelpad omhoog naar de Rossbodenalp vanwaar men een goed uitzicht heeft op de gletsjers van deze berg.
Simplon was de geboorteplaats van de Zwitserse politicus Josef Escher.

## Afbeeldingen

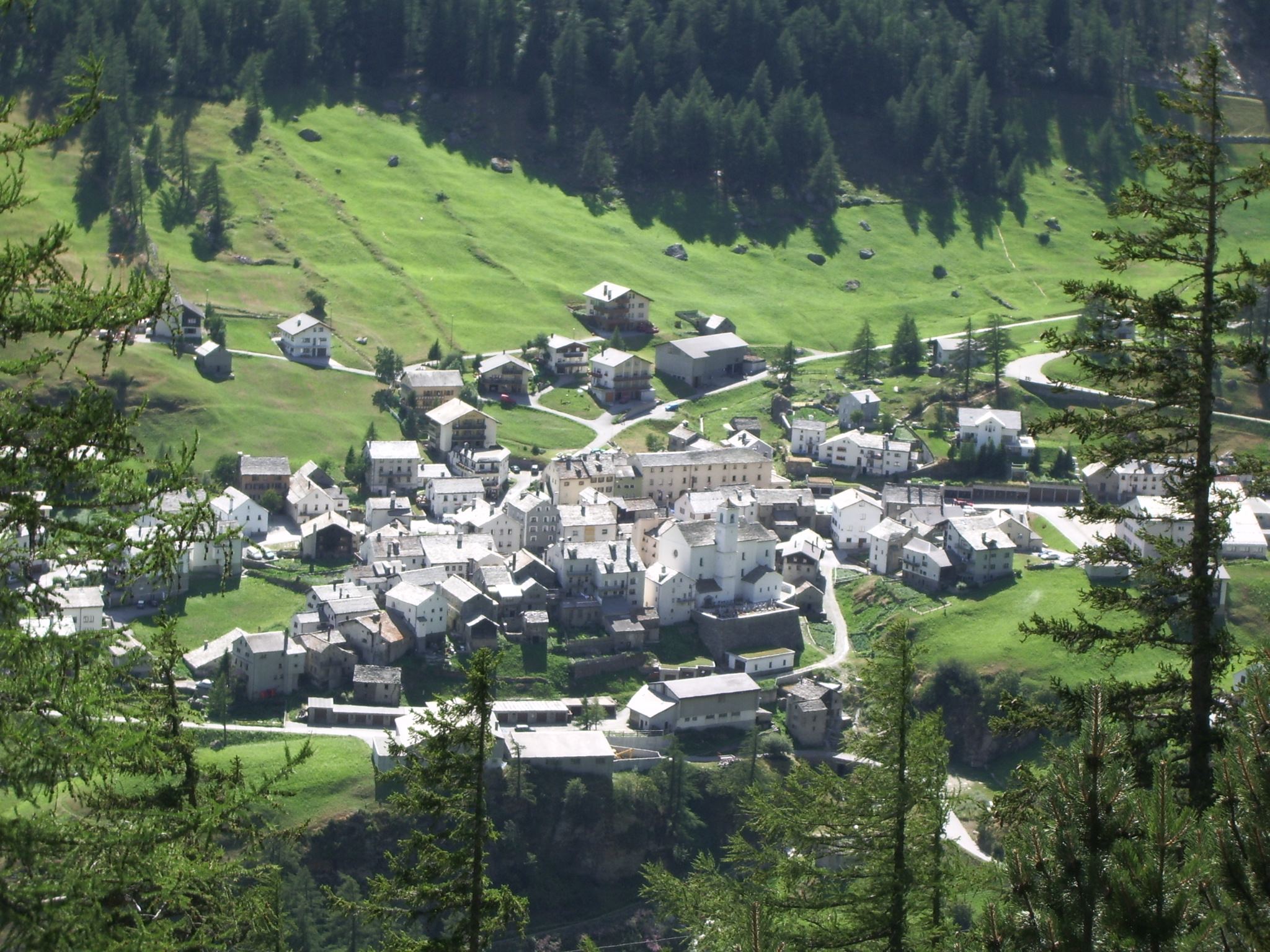
Simplon Dorf
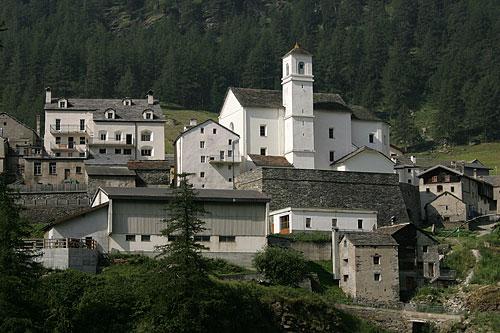
Simplon Dorf
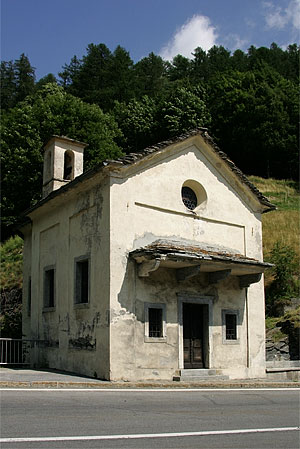
Gstein-Gabi

Brig-Glis · Eggerberg · Naters · Ried-Brig · Simplon · Termen · Zwischbergen
- Gemeinsame Normdatei: 4055029-1
- Historisch woordenboek van Zwitserland: 002667
- Virtual International Authority File: 1612145424577586831295